# Lecythis alutacea
Lecythis alutacea är en tvåhjärtbladig växtart som beskrevs av Scott A. Mori. Lecythis alutacea ingår i släktet Lecythis och familjen Lecythidaceae. Inga underarter finns listade i Catalogue of Life.